# WASP-1
Désignations
WASP-1 est une étoile de haute métallicité et de magnitude 12, située à environ ∼ 1 300 a.l. (∼ 399 pc) dans la constellation d'Andromède.

## Système planétaire
En 2006, l'exoplanète WASP-1 b est découverte par SuperWASP par la méthode du transit astronomique .
| Planète | Masse         | Demi-grand axe (ua) | Période orbitale (jours) | Excentricité | Inclinaison | Rayon |
| ------- | ------------- | ------------------- | ------------------------ | ------------ | ----------- | ----- |
| b       | 0,89 ± 0,2 MJ | 0,038 2 ± 0,001 3   | 2,519 97 ± 0,000 16      | 0 (présumée) |             |       |